# アントマン&ワスプ:ナノバトル!
アントマン＆ワスプ:ナノバトル!（Ant-Man and The Wasp: Nano Battle!）はディズニーパークにあるシューティング型のアトラクションである。

## このアトラクションが存在するパーク
- 香港ディズニーランド（香港ディズニーランド・リゾート）

## 経緯
元々は世界中のディズニーパークにある『バズ・ライトイヤーのアストロブラスター』だったが、2016年11月、香港ディズニーランドの拡張計画の一環としてリニューアル工事をし、マーベルとウォルト・ディズニー・イマジニアリングが共同開発してマーベル映画『アントマン&ワスプ』をテーマとしたアトラクションに変更することを発表。
2019年3月30日にオープンし、オープニングの式典にはアントマン役を演じたポール・ラッドらが駆け付けた。

## 概要
| アントマン＆ワスプ:ナノバトル! Ant-Man and The Wasp: Nano Battle! | アントマン＆ワスプ:ナノバトル! Ant-Man and The Wasp: Nano Battle! | アントマン＆ワスプ:ナノバトル! Ant-Man and The Wasp: Nano Battle! | アントマン＆ワスプ:ナノバトル! Ant-Man and The Wasp: Nano Battle! |
| ----------------------------------------------------------------- | ----------------------------------------------------------------- | ----------------------------------------------------------------- | ----------------------------------------------------------------- |
| アントマン＆ワスプ:ナノバトル!                                    |                                                                   |                                                                   |                                                                   |
| オープン日                                                        | オープン日                                                        | 2019年3月30日                                                     | 2019年3月30日                                                     |
| スポンサー                                                        |                                                                   |                                                                   |                                                                   |
| 所要時間                                                          | 所要時間                                                          | 約4分30秒                                                         | 約4分30秒                                                         |
| 定員                                                              | 定員                                                              | 1台/3人                                                           | 1台/3人                                                           |
| 利用制限                                                          |                                                                   | なし                                                              | なし                                                              |
| シングルライダー                                                  |                                                                   |                                                                   |                                                                   |

ディズニーパークにおけるマーベルのアトラクションとしては、香港ディズニーランドの「アイアンマン・エクスペリエンス」、ディズニー・カリフォルニア・アドベンチャーの「ガーディアンズ・オブ・ギャラクシー - ミッション:ブレイクアウト!」に次いで、これが3番目である。

## ストーリー
舞台はシールド科学技術パビリオン（The S.H.I.E.L.D. Science and Technology Pavilion）。ここはトゥモローランドで開催中の香港スタークエキスポにて新登場した施設である。シールドの最新の科学技術を展示する施設に存在する重要データを狙うヒドラの幹部アーニム・ゾラは、香港の街の中心地と本施設を同時にスウォームボットで襲撃するのであった。アイアンマンは香港の中心地を、アントマン＆ワスプはこのパビリオンを守ることに。ただ、数千のボットを相手にすることはできないため、ゲストは協力してEMPブラスターを手に、D/AGR（the Defense/Assault Ground Rover. 別名“the Dagger”）に乗り、ヒドラの魔の牙と戦うことに…